# Féminisme marxiste

Symbole mélangeant féminisme et communisme

Le féminisme marxiste est un courant de la théorie féministe qui défend l'abolition du capitalisme et l'implantation du socialisme comme forme de libération des femmes, considérant que le système capitaliste entraîne avec lui l’oppression des femmes, c'est-à-dire leur infériorité économique, politique et sociale.
Le féminisme marxiste est un courant du féminisme radical, apparu dans les années 1970 (avec la Deuxième vague féministe). Le féminisme radical affirme que la société et son fonctionnement (lois, religion, politique, art…) sont majoritairement issus des hommes, et sont imprégnés d'un caractère patriarcal. Pourtant, le Féminisme radical considère que la domination patriarcale constitue un problème en soi qui doit être traité de façon autonome et non, comme le pensait Engels, en tant que conséquence de la domination capitaliste. Les féministes marxistes, à ce moment-là, ont considéré que cette critique devait se faire avec une approche plus proprement marxiste. Auparavant certains marxistes se sont intéressés à cette problématique du sexisme, comme Alexandra Kollontaï,, Clara Zetkin, ou Eleanor Marx mais sans y voir une possible transposition de la lutte des classes à la lutte des genres. 
Selon le marxisme, dans les sociétés capitalistes, l'individu fait partie d'une classe sociale qui détermine ses capacités, nécessités et intérêts. Le féminisme marxiste considère que les inégalités entre sexes sont engendrées par le mode de production capitaliste. La subordination de la femme ne serait qu'une forme d'oppression maintenue pour servir les intérêts du capital de la classe dominante, la bourgeoisie. 

#### Féministes marxistes
- Angela Davis
- Raya Dunayevskaya
- Silvia Federici
- Shulamith Firestone
- Selma James - International Wages for Housework Campaign (« Campagne internationale pour un salaire domestique »).
- Alexandra Kollontaï
- Eleanor Marx
- Evelyn Reed
- Sheila Rowbotham
- Chizuko Ueno
- Clara Zetkin